# رشدي بلقاسمي
رشدي بلقاسمي (بالفرنسية: Rochdi Belgasmi)‏ ولد في 22 يناير 1987 في سوسة، وهو فنان وراقص وباحث في مجال جماليات ممارسات الفنون. 

## المسيرة
نشأ رشدي بلقاسمي في سوسة هو من أصول مدينة حيدرة، عاش وترعرع في مدينة مساكن.، حيث بدأ في تلقي دروس في نوادي الرقص والمدارس في سن العاشرة. حصل على شهادة وطنية في الفنون المسرحية والتمثيلية في المعهد العالي للفنون الدرامية بتونس. تحصل على شهادة البكالوريا شعبة رياضيات في 2007 ومتحصل على الإجازة الوطنية في المسرح وفنون العرض من المعهد العالي للفنون الدرامية بتونس وماجستير فنون تشكيلية من المعهد العالي للفنون الجميلة بسوسة 2022 وهو في طور انجاز رسالة الدكتوراه بنفس المعهد في اختصاص جماليات و ممارسات الفنون. تم اختياره سنة 2014 من طرف منظمة اليونسكو كسفير للرقص التقليدي التونسي.
كما قدم أعماله في أهم التظاهرات الدولية مثل مهرجان قرطاج الدولي في ثلاثة دورات، مهرجان الحمامات الدولي في ثلاثة دورات، الدوحة عاصمة للثقافة العربية 2010، مهرجان رام الله للرقص المعاصر 2012، بغداد عاصمة للثقافة العربية 2013، مهرجان مراكش للرقص المعاصر 2013، مهرجان الكاميرون للرقص المعاصر 2013، مهرجان السوق الأفريقية للفنون والفرجة 2012، مهرجان واغادوغو للرقص المعاصر 2013، ماراطون الكلمات بتولوز 2018، مهرجان ترونس أميريك بكندا 2014.

## الأعمال
- 2010: التحولات الحية (Métamorphoses vivantes)[3]
- 2012: نشوة الجسم المسكون (Transe, corps hanté)
- 2013: زوفري (Zoufri)
- 2014: وإذا عصيتم (Et si vous désobéissiez)[4]
- 2016: ولد الجلابة (Ouled Jellaba)[5]
- 2017: عروس وسلات (Arous Oueslat)[6]
- 2018: مصابيح أو معاني باب السويقة (Lamboubet ou les ménades de Beb Souika)
- 2019: الكبانية
- 2022: شغل

## العروض
- 2015: بوتليس (paralysie de sommeil et d’ailleurs)[3]
- 2015: Memorium
- 2016: Festus

## الجوائز
تحصل على العديد من الجوائز من بيها الجائزة الثالثة في مهرجان المونولوج 2005، جائزة أفضل كوريغرافيا من مهرجان الكاميرون للرقص المعاصر 2013، جائزة منظمة Action Zoo Humain سنة 2015، جائزة مؤسسة رامبورغ للفن والثقافة 2016، جائزة الجمهور في مهرجان تونس عاصمة للرقص 2016.

## وصلات خارجية
- الموقع الرسمي